# Videmala
Videmala es un municipio y localidad  española de la provincia de  Zamora y la comunidad autónoma de Castilla y León. El término municipal tiene una población de 140 habitantes (INE 2024).

## Geografía
Se encuentra ubicado en la comarca de Aliste, al oeste de la provincia de Zamora y cerca de la frontera con Portugal. El municipio está formado por el territorio correspondiente a los términos de Villanueva de los Corchos y de Videmala.
Destacan sus parajes naturales, originados por su situación entre los ríos  Aliste y  Malo, junto a los distintos arroyos o regatos que la surcan, dotando a esta tierra de una gran diversidad de paisajes. Entre sus parajes destaca la ruta de “Las Fayas”, con impresionantes balcones sobre las aguas del río Aliste, al noroeste de Videmala.

## Historia

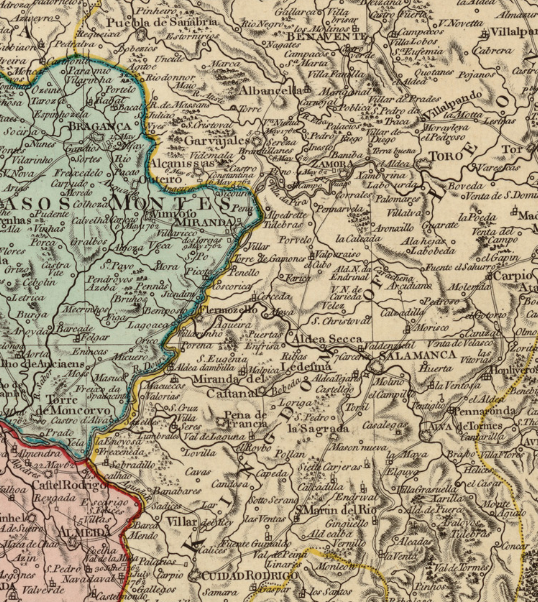
Detalle del Reino de León en el mapa The kingdoms of Portugal and Algarve from Zannoni's map, realizado en 1794 por J. Lodge, en el cual aparece Videmala

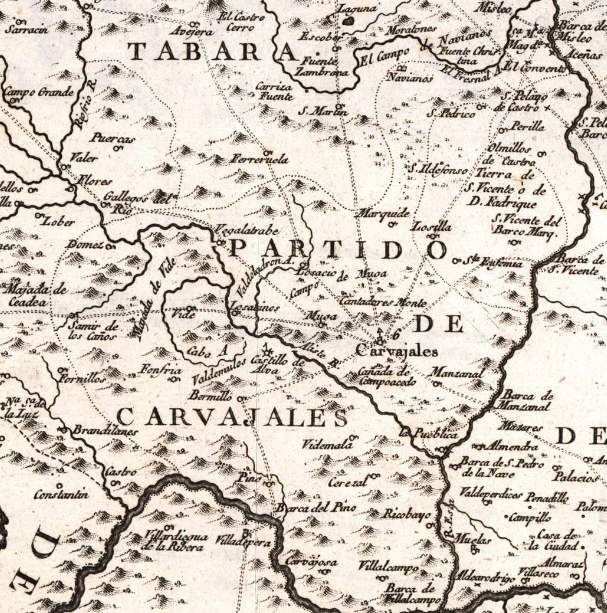
Detalle del Partido de Carbajales en el Mapa de la provincia de Zamora, realizado por Tomás López en 1773, en el que aparece Videmala

En la Edad Media, tras el nacimiento del Reino de León en el año 910, Videmala quedó integrado en el mismo, hecho que no evitó la existencia de cierto conflicto entre los reinos leonés y portugués en los siglos XII y XIII por el control de esta zona ubicada junto a la frontera.
Durante la Edad Moderna, Videmala pertenecía al Partido de Carbajales, tal y como recoge Tomás López en su Mapa de la Provincia de Zamora de 1773. Es por ello que popularmente se conoce a la localidad también como Videmala de Alba, debido a dicha pertenencia histórica a la comarca carbajalina.
Ya en la Edad Contemporánea, con la creación de las actuales provincias en 1833, Videmala fue adscrito a la provincia de Zamora y la Región Leonesa, quedando integrado con la creación de los partidos judiciales en abril de 1834 en el de Alcañices. Finalmente, con la supresión del partido de Alcañices en 1983, Videmala fue integrado en el Partido Judicial de Zamora.

## Geografía humana

### Demografía
Cuenta con una población de 140 habitantes (INE 2024).
| Gráfica de evolución demográfica de Videmala entre 1842 y 2021                                                        |
| |
| Población de derecho según los censos de población del INE. Población de hecho según los censos de población del INE. |

| 255                        | 226 | 189 | 216 | 168 |
| (Fuente: [cita requerida]) |     |     |     |     |

## Monumentos y lugares de interés
- Iglesia parroquial de San Julián. De espadaña con pináculos y con doble hueco, sus campanas ofrecen un sonido especial, por haber sido realizadas fundiendo la vieja campana de plata de una antigua ermita que había en las proximidades del pueblo, llamada de Santa Bárbara. En su interior, además del retablo mayor con la imagen del patrón y la iconografía religiosa tradicional, dispone de un cuadro reciente de San Julián Obispo donado por el autor local Manolo Falcón, y otro de las Ánimas anónimo.
- arquitectura tradicional. Es humilde y sencilla, de adobe – barro con paja- y piedra, además de madera, en fachadas de antiguas viviendas típicas, con portalones para carros, techos de teja y pizarra, aleros, y detalles de forja en aldabas. Hay fuentes, abrevaderos para el ganado como La Llamera, potro de herrar, cortinas, casales -chozos o cercas ganaderas-, palomares y huellas de molinos –a veces solo la piedra- en las riberas del río Malo, con su puente.

## Cultura

### Gastronomía
La gastronomía local responde a un estilo de cocina popular –cocido, botillo, sopas de ajo, arroz a la zamorana, bacalao, trucha,- con especialidad en carnes alistanas o de caza, asados y guisos, embutidos y derivados de la matanza tradicional –chanfaina, morcilla, torrejones…-, setas y frutos del bosque o de la huerta, sin olvidar -vinculados al calendario festivo anual- platos especiales como pulpo a la gallega, huevos con bacalao o repostería casera y dulces. Cabe señalar que Videmala se encuadra dentro de la zona de producción de la denominación Ternera de Aliste.

### Fiestas
Videmala celebra sus fiestas patronales el último fin de semana de agosto en honor a San Julián (aunque la festividad original era el 28 de enero), con un programa que combina los actos religiosos con espectáculos taurinos y musicales, folclore y juegos tradicionales aderezados con convivencia gastronómica.